# DC宇宙：重生
DC宇宙：重生（英語：DC Rebirth）是美國漫畫公司DC漫畫在2016年推出的新超級英雄漫畫出版企劃，作为新52的延续。这次企劃将現有的超級英雄漫畫連載（《侦探漫画》和《动作漫画》除外）的編號清除后全部重启。与新52不同的是，DC宇宙重生并未改写原漫画的设定，而是将新52之前的设定与新52融合。
2020年1月，《末日警钟》完结，整个新52宇宙设定漫画随着曼哈顿博士修正《闪点》时被篡改的超人起源，新52时间线正式与重启前的时间线合并，DC宇宙：重生同时也宣告完结。

## 銷售
截至2016年8月底，所有重生產品出貨量總計達1200萬件，11期出貨量超過20萬件，60期出貨量超過10萬件，以及21期的多次印製。